# 特別支援教育士
特別支援教育士”Special Educational Needs Specialist”略称：S.E.N.S（センス）は、一般社団法人特別支援教育士資格認定協会が認定するLD・ADHD等のアセスメントと指導に関する教育と心理の専門資格であり、民間資格である。

## 有資格者数(2018年4月1日現在)[2]
特別支援教育士　   4,668人
特別支援教育士SV 　385人

## 特別支援教育士認定協会 事務局所在地
東京都港区高輪3-24-18 高輪エンパイヤビル8F

## 資格設立の歴史
1992年  日本ＬＤ学会設立。日本LD学会は、LD･ADHD等の発達障害に関する科学的研究・臨床・教育の進歩向上を図ると共に、LD等を有する児（者）に対する教育の質的向上と福祉の増進を図ることを目的に、教育・心理・医療等に携わる専門家や教師等によって設立された学術研究団体である。
2001年  日本LD学会により「LD教育士」として養成が始まる。
2002年  「LD教育士」として初めての資格認定。
2004年　日本LD学会の資格認定部門が特別支援教育士資格認定協会として独立する。
2005年   教育支援の対象がLDだけでなくADHD等にも拡大していることから、2005年度より資格名を「LD教育士」から「特別支援教育士」と変更する。
　　　　  日本LD学会と連携して「特別支援教育士〔S.E.N.S〕」の養成並びに資格認定を行う。
その後、日本LD学会が主幹学会となり、日本教育心理学会、日本学校教育相談学会、日本カウンセリング学会、日本学校心理学会、日本発達障害学会の6学会の連携資格として特別支援教育士が位置づけられる。
2009年　特別支援教育士資格認定協会は一般財団法人として法人化。
2015年   主幹学会・連携学会による資格制度から、日本LD学会の正会員であることに条件を移行し、一般財団法人特別支援教育士資格認定協会が認定する資格となる。

## 受験資格
①一般社団法人日本LD学会の正会員であること、②LD・ADHD等の関連職種に所定の時間以上従事していること等が条件となる。その上に、③特別支援教育士資格認定協会が主催する養成セミナーを受講し、規定のポイントを修得することが求められる。
カリキュラムでは、概論、アセスメント、指導、特別支援教育士の役割、実習の5つの領域から合計36ポイントを取得することになっている。
ポイントは一般財団法人特別支援教育士資格認定協会が主催する研修である「養成セミナー」で取得するが、一般財団法人特別支援教育士資格認定協会によって、大学院における科目が上記科目と同等の内容であると認定された場合、当該科目については、同セミナーの受講が免除される。そのほか、専門学会の研修修了により、ポイントを振り替えて取得し、受験資格を得ることも可能である。

## カリキュラムの科目名
・<概論>
　　「特別支援教育概論I：発達障害の理解」
　　「特別支援教育概論II：特別支援教育のシステム」
　　「発達障害と医療」
・<アセスメント>
　　「総論：アセスメント」
　　「心理検査法I：WISC -IV」
　　「心理検査法II：KABC-II・ DN -CAS」
　　「学力のアセスメント」
　　「アセスメントの総合的解釈」
・<指導>
　　「総論：個に応じた支援」
　　「『聞く・話す』の指導」
　　「『読む・書く』の指導」
　　「『計算する・推論』の指導」
　　「ソーシャルスキルの指導」
　　「行動面の指導」
　　「感覚と運動の指導」
　　「社会的自立・就労の指導」
　　「個別の指導計画の作成と活用」
・<特別支援教育士（S.E.N.S）の役割>
　　「S.E.N.Sの役割と倫理」
　　「学校・園における支援体制Ⅰ：通常の学級における支援」
　　「学校・園における支援体制II：コーディネーターの役割とリソースの活用」
　　「保護者のかかわりと連携」
・<実習>
　　　指導実習

## 指定大学院
<国立大学>
・京都教育大学 大学院教育学研究科 学校教育専攻 学校教育専修 教育・発達心理学コース(修士課程)
・愛媛大学       大学院教育学研究科 教育実践高度化専攻 特別支援教育コース(専門職学位課程)
・兵庫教育大学 大学院学校教育研究科 特別支援教育専攻 発達障害支援実践コース(修士課程)
・鳴門教育大学 大学院学校教育研究科 特別支援教育専攻(修士課程)
・香川大学       大学院教育学研究科 特別支援教育専攻(特別支援教育専修・特別支援教育コーディネーター専修)(修士課程)
・宮崎大学       大学院教育学研究科 教職実践開発専攻 特別支援教育コース(専門職学位課程)

## 資格連携
・作業療法士の職能団体である一般社団法人日本作業療法士協会が認定する「専門作業療法士(特別支援教育)」の取得の際、特別支援教育士の有資格者は、専門基礎研修の一部が免除される。
・心理職の国家資格である公認心理師の国家試験実施・登録を行う指定登録機関である一般財団法人日本心理研修センターの設立に参画し、資産と知見の提供を行う。

## 心理検査資格
WISCなどの心理検査を発行・販売する日本文化科学社の定める心理検査使用者レベルでは、公認心理師、臨床心理士、学校心理士、臨床発達心理士、医師、言語聴覚士とともに最も高度な「レベルC」に位置付けられる。 